# Helena Brodowska-Kubicz
Helena Brodowska-Kubicz (ur. 15 marca 1914 w Ostrówku Podyskim, zm. 6 marca 2003 w Łodzi) – polska historyk, badaczka dziejów wsi polskiej w XIX i XX wieku, żołnierz Batalionów Chłopskich.

## Życiorys
Pochodziła z ubogiej rodziny chłopskiej. Ukończyła szkoły podstawowe w Garbatówce i Cycowie, następnie Seminarium Nauczycielskie w Chełmie. Po jego ukończeniu podjęła pracę w Szkole Przysposobienia Gospodyń Wiejskich w Krasieninie koło Lublina. W latach 1937–1939 studiowała pod kierunkiem Heleny Radlińskiej pedagogikę społeczną na Wolnej Wszechnicy Polskiej w Warszawie jednocześnie pracując w schronisku dla matek z nieślubnymi dziećmi. W 1939 obroniła tzw. Collegium w oparciu o prace pt. Jadwiga Dziubińska jako twórczyni ludowych szkół rolniczych w Polsce.
Po wybuchu wojny działała w Chłopskiej Organizacji Wolności Racławice, następnie w latach 1940–1941 przebywała na Lubelszczyźnie gdzie wchodziła w skład wojewódzkiej trójki SL Roch i służyła w Batalionach Chłopskich. Prowadziła również tajne nauczanie, co skutkowało dekonspiracją i koniecznością ucieczki do Warszawy, gdzie przybyła jesienią 1941. Podjęła tam na nowo studia w ramach tajnych kompletów Wolnej Wszechnicy Polskiej. Jednocześnie zajęła się kolportażem wydawnictw podziemnych i organizacja łączności BCh. Angażowała się też w pomoc Żydom. Wobec perspektywy upadku powstania warszawskiego przeprawiła się przez Wisłę i udała się do Lublina.
W latach 1944–1945 kierowała zorganizowaną przez siebie spółdzielczą szkołą w Świerczowie. W 1945 wznowiła studia w zakresie pedagogiki społecznej na Uniwersytecie Łódzkim, które ukończyła w 1946. W tym samym roku podjęła pracę w Katedrze Pedagogiki Społecznej UŁ w charakterze asystenta. W 1949 obroniła pod kierunkiem Heleny Radlińskiej doktorat na temat Towarzystwo Rolnicze Hrubieszowskie po czym odbyła staż naukowy w ZSRR (1949–1950). Jednocześnie pracowała w innych łódzkich uczelniach wyższych (m.in. w Wyższej Szkole Pedagogicznej, gdzie w latach 1950–1954 była dziekanem), by 1954 przenieść się na stałe do Instytutu Historii UŁ. W 1956 została awansowana na stanowisko docenta, w latach 1958–1962 kierowała Zakładem Historii Najnowszej Polski, a w latach 1962–1972 Zakładem Historii Wsi i Ruchu Ludowego (od 1968 profesor nadzwyczajny). Od 1974 kierowała pracami Interdyscyplinarnego Zespołu Naukowo-Badawczego Struktur i Przemian Społecznych Wsi Polskiej. W 1979 została mianowana profesorem zwyczajnym, a w 1984 przeszła na emeryturę. Spoczywa w części katolickiej Cmentarza Starego przy ulicy Ogrodowej w Łodzi. Oprócz prac naukowych w liczbie ponad 130 (w tym 4 monografie) opublikowała wspomnienia Z chłopskiej łąki.

## Ordery i odznaczenia
- Order Krzyża Grunwaldu III klasy[2]
- Krzyż Walecznych (dwukrotnie)
- Złotym Krzyżem Zasługi z Mieczami (1965)
- Złotym Krzyżem Zasługi (1969)
- Krzyż Batalionów Chłopskich
- Krzyż Kawalerski Orderu Odrodzenia Polski (1973)
- Krzyż Oficerski Orderu Odrodzenia Polski (1983)
- Medal Komisji Edukacji Narodowej (1979)
- W 1991 otrzymała tytuł Sprawiedliwy wśród Narodów Świata[3].